# Guy Fontaine (écrivain)
 (janvier 2024).
- Si vous ne connaissez pas le sujet, laissez ce bandeau (vous pouvez alors contacter les auteurs).
- Si vous supprimez le contenu mis en cause (vous pouvez préalablement contacter les auteurs),

argumentez précisément cette suppression dans la page de discussion
(un manque de référence n'est pas un argument ; une recherche réelle de référence doit avoir été effectuée, être formellement documentée).
Guy Fontaine est un homme de lettres et écrivain français né à Bruay-en-Artois (aujourd’hui Bruay-la-Buissière) le 6 février 1956.

## Biographie
Guy Fontaine passe son enfance entre ses parents latinistes et hellénistes et ses parents nourriciers, « mon’ onc’ Edgar et ma tante Alice » dans la « Cité des Aviateurs ». Il parle le picard (qu’on appelle aussi le chtimi), fréquente les ducasses, les kermesses, et va à la messe à l’église St-Joseph, alors animée par des prêtres-ouvriers[réf. souhaitée].
Il est membre de la troupe théâtrale Les Artisans, dont il deviendra le responsable, puis le metteur en scène. Élève du lycée Carnot de Bruay au début des années 1970, il est marqué par l'affaire criminelle de Bruay-en-Artois[réf. souhaitée].
Créateur de la résidence pour écrivains européens Villa Mont Noir (aujourd'hui Villa Marguerite Yourcenar), il est agrégé de lettres modernes. Professeur de lettres et cultures d’Europe, il a en charge un cours magistral de littérature européenne à ESPOL, l'école de sciences politiques de l'université catholique de Lille[réf. souhaitée]. Il est cofondateur avec Annick Benoit du réseau universitaire « Les Lettres européennes »[réf. souhaitée] et consultant auprès du Conseil de l’Europe. Il est auteur du rapport préliminaire à la Recommandation 1833 en faveur de l'Enseignement de la Littérature Européenne dans tous les pays du continent votée à l'unanimité par l'Assemblée Parlementaire du Conseil de l'Europe[réf. souhaitée].
Il fait sienne la déploration de Milan Kundera dans son essai Le Rideau "L'Europe n'a pas réussi à penser sa littérature comme une unité historique et je ne cesserai de répéter que c'est là son irréparable échec intellectuel"[réf. souhaitée].
Il publie en janvier 2025, aux éditions Garnier Classiques avec Robert Horville, Annick Benoît et Lucile Castelain une comédie inédite retrouvée L'Art de persuader, que l'on peut attribuer, selon leur expertise, à Cyrano de Bergerac,.
Il prépare l'édition des Mémoires de Jean Olender, mineur de fond, montage et transcription destinés à la scène, accompagnés d'une série de lectures publiques avec le comédien Luc Vandermaelen.
Dans le cadre de la publication des Mémoires de Jean Olender, mineur de fond, il est invité à travailler en résidence d'écriture à La Napoule Art Foundation[réf. souhaitée], château qui jouxte le manoir Agecroft, anciennement connu sous le nom « de château des mineurs »[réf. souhaitée].
Guy Fontaine est Chevalier des Palmes Académiques[réf. souhaitée] et membre de la Société des Gens de Lettres[réf. souhaitée].

## Œuvres
- A paraître : Mémoires de Jean Olender, mineur de fond, dialogue théâtral réalisé par Guy Fontaine à partir des carnets de travail de Jean Olender, l'Alisier Blanc, décembre 2025
- L'Art de Persuader, comédie attribuée à Cyrano de Bergerac, éditions Garnier Classiques, 2025 en collaboration avec Robert Horville Professeur Emérite, Annick Benoit - Dusausoy et Lucile Castelain.
- Lettres européennes Histoire de la littérature européenne, C.N.R.S éditions, 2021, en co - direction avec Annick Benoit - Dusausoy, Jan Jedrzejewski et Timour Muhidine et en collaboration avec plus de 200 universitaires.
- Et si c'était à refaire, chemins de Boris Pahor, Pierre Guillaum De Roux, 2019
- Les Athées ou J'ai min garde-boue qui clique (Comédie), Engelaere éditions, 2012
- Lettres européennes. manuel d'Histoire de la littérature européenne, De Boeck, Bruxelles & Paris, 2007 en co - direction avec Annick Benoit - Dusausoy.
- Lettres ou le Néant, Ellipses, 2005 en co - écriture avec Annick Dusausoy - Benoit, Anne Fontaine et Marie - Claude Urban.
- Marguerite Yourcenar, une enfance en Flandre (Biographie), Desclée De Brouwer, 2002 avec Luc Devoldere.
- Dictionnaire des auteurs européens, Hachette, 1995 avec Annick Benoit - Dusausoy.